# 楠本柊生
楠本 柊生（くすもと しゅうせい、1972年1月5日 - 2021年11月29日）は、日本の演出家・脚本家・劇作家・俳優。株式会社XIVジャパン・エンターテイメント代表取締役。愛知県名古屋市出身。出演者のキャラクターを生かした演出と、無数の伏線がパズルのようにピタリとつながる緻密な作風に定評がある。
主宰する劇団「第14帝國」では、楠本柊生帝國元帥の名義で活動しているため、「元帥（げんすい）」の愛称で呼ばれている。身長171cm。血液型A型。

## 略歴
- 1991年、劇団「第14帝國」を創設。以後、ほぼ全公演の演出・脚本・主演を務める。
- 1999年、劇団の活動とは一線を画したソロ活動「楠本柊生帝國元帥LIVE」を初開催する。以後、一人芝居等、劇団の活動と併行して精力的にソロ活動を行う。
- 2002年、CBCラジオにて「週刊ゲンスイ」（毎週土曜日23:00 - 23:30）放送開始。メインパーソナリティを務める。
- 2002年、Psycho le Cemuとのコラボレーション企画「元帥・DAISHIの生きててよかった」開催。以後、Psycho le Cemuがライブで行うパフォーマンスの脚本を手がけ、また楠本自身も全国ツアーにゲスト出演するようになる。
- 2002年、雑誌B-PASSの連載より誕生した、天野鳶丸（グルグル映畫館）とのコラボユニット「元帥・鳶丸の宇宙と恐竜（通称・元鳶（げんとび））」全国ツアー開催。
- 2003年、「ライヒス・リッターVol.25〜となりの元帥〜FINAL」渋谷公会堂公演のチケットはインディーズでありながら即日完売した。
- 2005年、出演者のジャンルの枠を超えたコラボレーション・ロックミュージカルをコンセプトに「アラジンとスターオーシャンの秘宝（通称・アラスタ）」を開催する。多くの俳優、ミュージシャン、落語家、プロレスラー等を起用した。
- 2006年、NHK教育テレビ「天才てれびくんMAX」2006年度年間設定のドラマ『新ユゲデール物語』キャプテン9×9（クック）役でレギュラー出演。同年8月に行われた同番組の舞台「チャイルドスターを救え!未来はボクらのもの」（NHKホール）にもワルサ・タクラーム役で出演。2007年8月公演の「ボリボリ大サーカスの奇跡〜約束の場所へ〜」では、アーク・マジック役で出演した他、演出・脚本も務めた。また、2008年には「天才てれびくんMAX」『日付変更船プッカリーノ』の年間脚本を手がける。
- 2007年、ART POP ENTERTAINMENT「学校法人白塗り学園高等学校」の理事長に就任。
- 2008年、劇団ゲキハロ第5回公演「Berryz工房 VS Berryz工房」（東京芸術劇場中ホール）の演出・脚本・出演（本人役）を担当する。
- 2010年、「第14帝國」の旧作品を下敷きにした「第14帝國物語〜元帥がやってくるYar！Yar！Yar！」を上演する。この公演は、東京・川崎・名古屋の3都市において同一脚本を別演出で上演し、楠本以外の出演者は各都市の公演全て異なる。
- 2011年、「帝國キネマ倶楽部」と題し、新たな「建國」を目的とした定期公演を東京キネマ倶楽部にて開催。
- 2012年4月より「原宿遷都」と称し、ラフォーレ原宿にて定期公演を開催する。
- 2019年1月、大動脈解離を発症。
- 2021年11月18日、2019年に発症した大動脈解離の予後の悪化及び大動脈弁閉鎖不全症を併発したため手術を受ける。術後の経過は良好であり、11月20日にはICUから一般病棟に移り、自らTwitterに投稿をしていた。しかし、11月23日、うっ血性心不全の兆候が見られ退院を見送った。
- 2021年11月29日、永眠したことを12月2日、所属劇団関係者らがSNSなどを通じて報告した。49歳没。

通夜及び葬儀は11月30日・12月1日に近親者と劇団関係者が参列して執り行われた。
- 2022年1月5日、DIAMOND HALLにて第14帝國メンバー主宰『楠本柊生帝國元帥 第14帝國「会いに行ける元帥」』が行われた。楠本が好物であった天むす付きのチケットは「献花料」と名を変えて発売された。
- 2022年3月3日、上記式典の模様を収録したライブDVD「会いに行ける元帥」発売。

## エピソード
- 主宰をしている「第14帝國」は、精神世界に存在する国家の設定になっており、全員が軍服を着た男性キャストからなる。公演を式典、出演者をリッター（軍人）、観客を臣民と呼ぶ。シリアス、トーク、ギャグの大まかな構成があり、それが一本のストーリーに纏まる演出に仕立てている。
- メインパーソナリティを7年努めた「週刊ゲンスイ」（CBCラジオ）は、雑学に長けた地域密着型の番組でありながら、ヴィジュアル系のアーティストから、落語家、歌舞伎役者など、楠本と懇意のゲストも多々登場した。放送開始時の番組名は「週刊第14帝國」であった。
- 「ライヒス・リッターVol.25〜となりの元帥〜FINAL」公演において、ザ・ドリフターズの伝統芸である盆回し（回り舞台という床が回転する大がかりな舞台装置）を本番中回し続ける演出を行い、渋谷公会堂史上1回の公演における最多回転数を記録した。事前に、途中で故障して公演が中断しても、会場側に一切の責任を問わない旨の誓約書まで書いた。[要出典]
- 「元帥・鳶丸の宇宙と恐竜」のユニットは、楠本が連載していたコラム内で「コラボアーティスト募集」を行ったところ、天野鳶丸が応募してきたことから始まっている。「宇宙と恐竜」とは、当時の楠本が雑誌「B-PASS」（シンコー・ミュージック）にて連載していたコラムのタイトルである。
- 2007年の「天才てれびくんMAXスペシャル〜ボリボリ大サーカスの奇跡」では、中央に積み上げられた巨大LEDに、出演者が映像と舞台を自由自在に出入りしているかのように見せる斬新な演出を行っている。予算が大幅にオーバーし、ディレクターが始末書を書いたというエピソードを「週刊ゲンスイ」にて披露している。なお、当時のてれび戦士である千秋レイシー、笠原拓巳、荒木次元は、その後第14帝國のリッター（出演者）となった。
- 愛煙家でありチェーンスモーカーであった。銘柄は、キャメルマイルド。また、過去にはCAMELのプレゼントの商品の大半を当てたという。しかし、2011年3月11日の東日本大震災の影響からキャメルマイルドが廃盤となり、その困惑の思いを「日刊ゲンスイ」等でも切実に吐露している。

### テレビ
- ぴーぷる（2000年、CBCテレビ）
- 遊名人（CBCテレビ）（2001年）
- げりらっぱ（2002年、名古屋テレビ） - 「宇宙と恐竜」のライブ模様「元帥・鳶丸」のインタビューなどが放送される
- ロココロ（2003年、CBCテレビ）
- 派遣OL『E』（2004年中京テレビ） - ブラック元帥 役
- スピードワゴンの『スピ丼』」（2005年、東海テレビ）  - 「元帥の投稿丼」コーナー ※レギュラー出演
- 天才てれびくんMAX（NHK教育）
  - ドラマ「新ユゲデール物語」（2006年 - 2007年） - キャプテン9×9（クック） 役 ※レギュラー出演
  - 天才てれびくんMAXスペシャル in NHKホール〜チャイルドスターを救え！」（2006年） - ワルサ・タクラーム 役
  - 天才てれびくんMAX大迷宮冒険記〜パイレーツ・オブ・ネバーランド」（2007年） - フック船長 役
  - 天才てれびくんMAXスペシャル in NHKホール〜ボリボリ大サーカスの奇跡 」（2007年） - アーク・マジック 役 ※演出・脚本も担当
- ワイ!ワイ!ワイ!（2007年、ヨシモトファンダンゴTV） - 「今日は誰? 有名人携帯電話の旅」コーナー
- 日付変更船プッカリーノ（2008年 - 2009年、NHK教育） ※原作・脚本
- キンシオ（2010年、テレビ神奈川） - 公演の様子やインタビューが放送される

### ラジオ
- 週刊ゲンスイ（2002年 - 、CBCラジオ） - メインパーソナリティ ※開始当初は、「週刊第14帝國」という名称でスタート、後に番組名変更

### 雑誌連載
- B-PASS「元帥・鳶丸の宇宙と恐竜」」（2002年、シンコー・ミュージック） - 全9回
- DI:GA「書けるか？新作！」Vol.193 - 198（2011年 - 2012年、DISK GARAGE） - 全6回

### 舞台活動
※ほぼ全て演出・脚本・主演

### ビデオ
- ライヒス・リッターVol.05 〜そして誰かがいなくなる〜（1995年）
  - ライヒス・リッターVol.06 〜○○のいない日〜（1996年）
  - ライヒス・リッターVol.08 〜元帥とドラえもん〜（1996年）
  - ライヒス・リッターVol.09 〜元帥ハリウッドへいく〜（1996年）
  - ライヒス・リッターVol.10 〜元帥、UFOにのる〜（1997年）
  - ライヒス・リッターVol.12 〜元帥の耳はロバの耳〜（1997年）
  - ライヒス・リッターVol.13 〜この木なんの木 西遊記〜（1998年）
  - ライヒス・リッターVol.14 〜14回目だ！ 第14帝國！！〜（1998年）
  - ライヒス・リッターVol.15 〜忍者でござる〜（1999年）
  - ライヒス・リッターVol.16 〜お魚になった元帥〜（1999年）
  - ライヒス・リッターVol.17 〜のび太の第14帝國〜in名古屋（1999年）
  - ライヒス・リッターVol.17 〜のび太の第14帝國〜in東京（1999年）
  - ライヒス・リッターVol.18 〜走れ！ 元帥危機一髪〜（2000年）
  - ライヒス・リッターVol.19 〜元帥のドンとやってみよう〜ライブハウスバージョン（2000年）
  - ライヒス・リッターVol.19 〜元帥のドンとやってみよう〜厚生年金バージョン（2000年）
  - ライヒス・リッターVol.20 〜3年B組楠本先生〜（2000年）
  - ライヒス・リッターVol.21 〜8時だョ！ 全員元帥！〜（2000年）
  - ライヒス・リッター〜元帥のドンとやってみよう〜朝日大学学園祭特別編（2000年）
  - ライヒス・リッターVol.22 〜元帥がやって来るYar! Yar! Yar!〜（2001年）
  - ライヒス・リッターBest〜元帥が選んだBest式典〜in赤坂ブリッツ（2001年） - 2本組
  - ライヒス・リッターVol.23 〜元帥の中日×巨人戦〜（2001年）
  - ライヒス・リッターVol.24 〜題名のない14帝國〜（2002年）
  - ライヒスリッター・スペシャルat渋谷公会堂（2003年） - 2本組
  - ライヒス・リッターVol.25 〜となりの元帥〜ライブハウスバージョン（2003年）
  - ライヒス・リッターVol.25 〜となりの元帥〜渋谷公会堂（2003年）
- UFO特別編〜史上最大のドッキリ企画（1999年）
- 楠本柊生単独ライブ〜個人の限界〜（1999年）
- 定光寺祭り'99（1999年）
- 楠本柊生『秋の祭典』スペシャル（1999年）
- 柊生元帥vs定光寺中将トークバトル（2000年）
- 楠本柊生帝國元帥LIVE〜元帥といっしょ〜〈ゲスト・加納中佐〉（2000年）
  - 楠本柊生帝國元帥LIVE〜元帥といっしょ〜〈ゲスト・風間少佐〉（2000年）
  - 楠本柊生帝國元帥LIVE〜元帥といっしょ〜〈ゲスト・春木大佐〉（2000年）
  - 楠本柊生帝國元帥LIVE〜元帥といっしょ〜〈ゲスト・秋山少佐〉（2000年）
  - 楠本柊生帝國元帥LIVE〜元帥といっしょ〜〈ゲスト・星野中佐〉（2000年）
  - 楠本柊生帝國元帥LIVE〜元帥といっしょ〜〈ゲスト・草薙大佐〉（2000年）
  - 楠本柊生帝國元帥LIVE〜元帥といっしょ〜総集編（2000年）
  - 楠本柊生帝國元帥LIVE〜元帥といっしょ〜〈ゲスト・長沢大尉〉（2001年）
  - 楠本柊生帝國元帥LIVE〜元帥といっしょ〜〈ゲスト・春木大佐〉一人芝居「駐車場」（2001年）
  - 楠本柊生帝國元帥LIVE〜元帥といっしょ〜〈ゲスト・キンシオタニ・目羅博士〉（2001年）
- 得お楽しみ企画〈KIT-KATvsB型ボーイズ・ゲスト〉（2000年）
- KIT-KATライブ〜元帥はいっしょ？〜（2000年）
- 楠本柊生帝國元帥・一人芝居「小説伝」（2001年）
- 軍服の一番暑い夏（2001年）※ドキュメンタリービデオ

### DVD
- ハートランド20周年記念 第14帝國凱旋式典（2004年）
- ライヒス・リッターステージ〜あの衝撃をもう一度〜at ZEPP TOKIO（2004年）
- ゲンスイトンビマルの冒険 Vol.1（2005年）
- ゲンスイトンビマルの冒険 Vol.2（2005年）
- オレたち14帝國〜風間少佐の真っ赤なウソ〜（2006年）
- 劇団ゲキハロ第5回公演Berryz工房 VS Berryz工房（2009年）
- 楠本柊生帝國元帥「ライヒス・リッター〜元帥がやってくるYarYarYar！〜」02・14 名古屋ダイアモンドホール（2010年）
  - 楠本柊生帝國元帥「ライヒス・リッター〜元帥がやってくるYarYarYar！〜」04・11川崎クラブチッタ（2010年）
  - 楠本柊生帝國元帥「ライヒス・リッター〜元帥がやってくるYarYarYar！〜」05・15 ZEPP名古屋（2010年）
  - 楠本柊生帝國元帥「ライヒス・リッター〜元帥がやってくるYarYarYar！〜」06・27 渋谷O-EAST（2010年）
  - 楠本柊生帝國元帥「ライヒス・リッター〜元帥がやってくるYarYarYar！〜」07・10 川崎クラブチッタ（2010年）
- オレたち14帝國スペシャル「全部見せますオレたち14帝國」（2010年）
- ライヒス・リッターVol.27〜帰ってきた元帥〜（2011年）
- 帝國キネマ倶楽部連続式典記念DVDBOX〜元帥のいない日〜・〜元帥のドンとやってみよう〜・〜仁義なき元帥〜（2011年）
- 楠本柊生帝國元帥「第14帝國〜忍者でござる〜」〈09・18バージョン〉（2011年）
  - 楠本柊生帝國元帥「第14帝國〜忍者でござる〜」〈09・19バージョン〉（2011年）
  - 楠本柊生帝國元帥「第14帝國〜お魚になった元帥〜」〈10・22バージョン〉（2011年）
  - 楠本柊生帝國元帥「第14帝國〜お魚になった元帥〜」〈10・23バージョン〉（2011年）
  - 楠本柊生帝國元帥「第14帝國〜新作だよ、おっかさん〜」（2012年）
  - 楠本柊生帝國元帥「第14帝國〜元帥の中日×巨人戦〜」（2012年）
  - 楠本柊生帝國元帥「第14帝國〜元帥の耳はロバの耳〜」（2012年）
  - 楠本柊生帝國元帥「第14帝國〜となりの元帥〜」（2012年）
  - 楠本柊生帝國元帥「第14帝國〜8時だヨ！全員元帥〜」（2013年）
  - 楠本柊生帝國元帥「第14帝國〜元帥がやってくるYarYarYar！〜」（2013年）
  - 楠本柊生帝國元帥「第14帝國〜忍者でござる〜」（2013年）
- 第14帝國トーキングシアター「お魚になった元帥」（2013年） - CD「やれと言われたのでCDにしてみました」同時リリース

### CD
- 「元帥・鳶丸の宇宙と恐竜」（2002年、ハートランドレコード） - アルバム
- 「恐竜いえるかな？ロングバージョン」（2002年、ハートランドレコード）
- 「アラスタのテーマ」（2005年、SYNECYICS RECORDS）
- 「アラスタのテーマ・輪」（2006年、ダッコレコード）
- 「アラスタのテーマ・輪々」 （2006年、ダッコレコード）
- 最鋭輝「メルシー！ マドモアゼル」（2006年、薔薇屋敷レコード） - コーラス
- 梶永大士「KAJINAGA DAISHI『GOD JAPANESE MONSTER』」（2007年、ライカロリーポップ） - 語り
- 第14帝國「帝國音頭」（DVD付き）（2011年）
- 犬神サーカス団「死ぬまでROCK！」（2011年）
- 「やれと言われたのでCDにしてみました」（2013年） - DVD第14帝國トーキングシアター「お魚になった元帥」同時リリース

### CD-R
- 第14帝國アーカイブス マニアックコレクション「第14帝國カウントダウン‘01.01.01」（2000年） - CD DATA
- 第14帝國アーカイブス マニアックコレクション2「オールナイトリミックス21」（2000年） - PC用ビデオCD

### インターネット
- ゲンスイトンビマルの冒険（2003年、itv24） - レギュラー番組
  - ゲンスイトンビマルの冒険（2004年） ※CLUB JUNK BOX TOKYO BAY公開録画を放送
- 元帥の怪談（2003年、SC24） - レギュラー番組
- ネットラジオ「吉田メタルの『今夜もスキンヘッド』」（2005年・2006年、LIVECAST.jp）
- ネットラジオ「キバカット」（2006年、LIVECAST.jp） - ゲスト
- 南青山e-Radio FM“ S.Q.F青山ストリート”（2008年・2009年・e-Radio FM 南青山） - ゲスト
- FM 南青山“S.Q.F 青山ストリート シーズン2（2009年、e-Radio FM 南青山） - ゲスト
- GPRAのスィートタイムズ（2010年、LIVECAST.jp） - ゲスト
- 原宿遷都だ！第14帝國　大本営発表　出題篇（2012年、ニコニコ生放送） ※公開生放送
  - 原宿遷都だ！第14帝國　大本営発表　解答篇（2012年、ニコニコ生放送） ※公開生放送

### 連載WEBコラム

#### TANK！the WEB　連載コラム
- 書けるか？新作！（2011年11月号 - 2012年4月号） - 全6回
- できるか？凱旋！（2012年5月号 - 2013年12月号） - 全20回
  - できるか？凱旋！特別版「できたぜ！凱旋！」（2014年1月号）
- 出せるか？DVD！（2014年3月号 - ）

### その他
- PlayStation 3用ゲームソフト「龍が如く4 伝説を継ぐもの」（2010年、セガ） - 声の出演